# Садова (Оршанський район)
Садова (біл. Садовая) — село у складі Оршанського району розташованого у Вітебській області Білорусі. Орган місцевого самоврядування — Зубовська сільська рада.
Веска Садова розташована на півночі Білорусі, в південній частині Вітебської області. Особливістю цього села є те, що воно знаходиться неподалік від річки Дніпра, водночас чисельність його населення різко зменшилася й воно перебуває на грані зникнення.